# 江湖诗派
江湖诗派是一种诗派，起名于南宋后期，当时的诗坛出现了一批官小职卑或者科举落第的诗人，他们的诗歌由于被书商陈起收入江湖集（後又有「江湖後集」、「江湖續集」）中，遂称之为“江湖诗派”。主要人物有戴復古、劉克莊、姜白石、高菊卿、劉龍洲、敖陶孫等。

## 特点
早期的江湖诗派宗法姚贾诗派之餘緒，表現出刻苦專注的創作方式，赵师秀的《十里》詩“竹里怪禽啼似鬼，道傍枯木祭为神”即出自贾岛《暮过山村》，赵师秀本人輯《二妙集》與《众妙集》，多为姚贾诗派人物。江湖诗派诗歌多习唐律，并有不少庸俗的应酬作品。但其中亦有部分忧国忧民的杰作。戴复古和刘克庄的诗，在题材的广泛性和艺术风格的多样性方面均位于同派诗人之上。